# Institut de radioprotection et de sûreté nucléaire
Pour les articles homonymes, voir IRSN.
L'Institut de radioprotection et de sûreté nucléaire (IRSN) est de 2001 à 2024 un établissement public à caractère industriel et commercial (EPIC) fonctionnant sous un régime de droit privé via la tutelle conjointe des ministres chargés de la Défense, de l'Environnement, de l'Industrie, de la Recherche et de la Santé. L'IRSN est l’expert français en matière de recherche et d’expertise sur les risques nucléaires et radiologiques. Il est fusionné en 2025 avec l'Autorité de sûreté nucléaire dans une nouvelle Autorité de sûreté nucléaire et de radioprotection (ASNR).

## Histoire
- 2001 : création de l'IRSN par la loi no 2001-398 du 9 mai 2001, article 5[1]. L'IRSN est issu de la fusion de l’Institut de protection et de sûreté nucléaire (IPSN), qui faisait partie du Commissariat à l'énergie atomique et aux énergies alternatives (CEA) et de l'Office de protection contre les rayonnements ionisants (OPRI), qui était rattaché au ministère de la Santé, dans le but de créer un nouvel établissement public de recherche et d’expertise, indépendant des industriels.
- 2002 : fonctionnement de l'IRSN précisé par le décret no 2002-254 du 22 février 2002[2].
- 2007 : fonctionnement de l'IRSN modifié par le décret no 2007-529 du 6 avril 2007[3] pour tenir compte de la loi no 2006-686 du 13 juin 2006[4], relative à la transparence et à la sécurité en matière nucléaire.
- 2016 : fonctionnement de l'IRSN modifié par le décret no 2016-283 du 10 mars 2016 créant les articles R592-1[5] et suivants dans le code de l'environnement et abrogeant le décret no 2002-254 du 22 février 2002.

- 2023 : le gouvernement annonce son intention de faire évoluer l'organisation du contrôle et de la recherche en radioprotection et sûreté nucléaire en répartissant les équipes de l'IRSN entre l'Autorité de sûreté nucléaire (ASN), chargée de la sûreté nucléaire civile, le délégué à la sûreté nucléaire et à la radioprotection pour les activités et installations intéressant la Défense (DSND), son équivalent dans le monde militaire et le CEA chargé de la recherche, avec l'objectif de « fluidifier les processus d'examen technique et de prise de décision de l'ASN pour répondre au volume croissant d'activités liées à la relance de la filière nucléaire »[6],[7]. Cette réforme, sous la forme d'un amendement au projet de loi d'accélération du nucléaire, est rejetée par le parlement en mars 2023[8]. Fin 2023, le gouvernement propose un projet de loi dédié pour mener cette réforme[9].
- 2024 : Le nouveau projet de loi est voté par le parlement. La loi 2024-450 du 21 mai 2024 entérine au 1er janvier 2025 la création de l'Autorité de sûreté nucléaire et de radioprotection (ASNR), regroupant l'ASN et une grande partie des activités de l'IRSN, excepté l'activité de fourniture et d’exploitation de dosimètres à lecture différée et listés transférée au CEA et la direction de l'expertise nucléaire de défense transférée au ministère de la défense[10],[11].

## Domaines d'activité
Le champ de compétences de l'IRSN couvre l'ensemble des risques liés aux rayonnements ionisants, utilisés dans l'industrie ou la médecine, ou encore les rayonnements naturels.
Plus précisément, l'IRSN exerce ses activités d'expertise et de recherche dans les domaines suivants :
- Surveillance radiologique de l’environnement et intervention en situation d’urgence radiologique.
- Radioprotection de l’homme.
- Prévention des accidents majeurs dans les installations nucléaires.
- Sûreté des réacteurs.
- Sûreté des usines, des laboratoires, des transports et des déchets.
- Expertise nucléaire de défense.

L’IRSN réalise des recherches, des expertises et des travaux dans les domaines de la sûreté nucléaire, de la protection contre les rayonnements ionisants, du contrôle et de la protection des matières nucléaires.

## Missions
Le décret no 2016-283 du 10 mars 2016 confie à l'Institut de radioprotection et de sûreté nucléaire des missions d'expertise et de recherche dans les domaines de :
- La sûreté nucléaire ;
- La sûreté des transports de matières radioactives et fissiles ;
- La protection de l'homme et de l'environnement contre les rayonnements ionisants ;
- La protection et le contrôle des matières nucléaires ;
- La protection des installations nucléaires et des transports de matières radioactives et fissiles contre les actes de malveillance.

Au titre de ses missions, l'IRSN :
- réalise des expertises, des recherches et des travaux, notamment d'analyses, de mesures ou de dosages, pour des organismes publics ou privés, français ou étrangers ;
- définit des programmes de recherches, menés en son sein ou confiés à d'autres organismes de recherche français ou étrangers, en vue de maintenir et développer les connaissances et compétences nécessaires à l'expertise dans ses domaines d'activité ;
- contribue à la formation en radioprotection des professionnels de santé et des personnes professionnellement exposées ;
- apporte un appui technique à l'Autorité de sûreté nucléaire (ASN), au délégué à la sûreté nucléaire et à la radioprotection pour les activités et installations intéressant la Défense (DSND) et aux autorités et services de l'État qui en font la demande ;
- propose à l'ASN, au DSND, en cas d'incident ou d'accident impliquant des sources de rayonnements ionisants, des mesures d'ordre technique, sanitaire et médical propres à assurer la protection de la population, des travailleurs et de l'environnement et à rétablir la sécurité des installations. À ce titre, l'IRSN effectue de nombreux exercices de crise avec les exploitants nucléaires pour se préparer à de telles situations.
- Dans de telles circonstances, l'IRSN fournit également en tant que de besoin un appui technique aux autres autorités de l'État concernées ;
- participe à la veille permanente en matière de radioprotection, notamment en concourant à la surveillance radiologique de l'environnement et en assurant la gestion et l'exploitation des données dosimétriques concernant les travailleurs exposés aux rayonnements ionisants ;
- assure la gestion de l'inventaire des sources de rayonnements ionisants ;
- assure la comptabilité centralisée des matières nucléaires pour les autorités de l'État chargées de la protection et du contrôle des matières nucléaires non affectées aux moyens nécessaires à la mise en œuvre de la politique de dissuasion et pour les autorités de l'État chargées des accords internationaux de coopération et de non-prolifération nucléaire ;
- apporte son concours technique aux autorités de l'État chargées de la protection et du contrôle des matières nucléaires, de leurs installations et de leur transport ainsi que de l'interdiction des armes chimiques.

## Organisation

### Présentation
L'IRSN rassemble près de 1 816 salariés, parmi lesquels de nombreux spécialistes, ingénieurs, chercheurs, médecins, agronomes, vétérinaires et techniciens, experts compétents en sûreté nucléaire et en radioprotection ainsi que dans le domaine du contrôle des matières nucléaires sensibles.
Ce personnel est réparti sur neuf sites en France, le siège de l'Institut se trouvant à Fontenay-aux-Roses. Les plus grandes installations sont situées à Fontenay-aux-Roses, au Vésinet et au centre CEA de Cadarache. Des implantations sont également présentes à Cherbourg-en-Cotentin, Orsay, Saclay, Tournemire, Villeneuve-lès-Avignon et Tahiti. Cette dernière antenne est chargée de la surveillance des retombées radioactives provenant des anciens essais nucléaires français en Polynésie française.

Depuis juillet 2017, l'IRSN est organisé en trois pôles de compétences opérationnels, un pôle et sept directions fonctionnelles et supports.
Les trois pôles de compétences opérationnels sont les :
- Pôle "Défense, sécurité et non-prolifération" ;
- Pôle "Santé et Environnement" ;
- Pôle "Sûreté nucléaire".

Le pôle et les sept directions fonctionnelles et supports sont les :
- Pôle "Patrimoine et Territoires" ;
- Direction des Affaires européennes et internationales ;
- Direction de la Communication ;
- Direction des Risques et de la performance ;
- Direction de la Stratégie ;
- Direction de la Transformation ;
- Secrétariat général ;
- Agence comptable.

Le directeur général est Jean-Christophe Niel, qui a succédé à Jacques Repussard, le 20 avril 2016. Il a été renouvelé dans ses fonctions le 21 avril 2021.

### Conseil d'administration
Le conseil d'administration règle, par ses délibérations, les affaires de l’IRSN. Il délibère notamment sur les conditions générales d’organisation et de fonctionnement, la stratégie et les programmes de l’Institut, ainsi que sur le rapport annuel. Il approuve également le budget, les budgets rectificatifs, les comptes de chaque exercice, ainsi que l’affectation des résultats.
Il est composé de 25 membres (1 député, 1 sénateur, 10 représentants de l’État, 5 personnalités qualifiées et 8 élus par le personnel) présidé par Marie-France Bellin depuis 2018. Elle succède à Dominique Le Guludec, présidente depuis novembre 2013, qui succède à Jean-Marc Cavedon (lui-même ayant succédé à Agnès Buzyn depuis janvier 2013).

### Comité d’orientation de la recherche (COR) en sûreté nucléaire et en radioprotection
Le Comité d’orientation des recherches (COR) en sûreté nucléaire et en radioprotection est une instance consultative placée auprès du Conseil d’administration de l’IRSN. Ce Comité développe une approche globale de l’orientation de la recherche de l'Institut, incluant les aspects sociétaux et politiques, approche complémentaire de celle du Conseil scientifique de l’IRSN, davantage ciblée sur la qualité et la pertinence scientifique des programmes et des résultats des recherches.
Les objectifs visés par la création du Comité d’orientation des recherches sont :
- de veiller au maintien de la France dans une position d’excellence dans le domaine des recherches en sûreté nucléaire et en radioprotection,
- que ces recherches répondent le mieux possible aux besoins des pouvoirs publics et aux attentes de la société.

Il propose au Conseil d’administration de l'IRSN des avis en matière d’objectifs et de priorités pour les recherches à mener dans les champs de la sûreté nucléaire et de la radioprotection.
Il est composé de représentants des pouvoirs publics, d’entreprises et d’associations professionnelles, des salariés du secteur nucléaire, d’élus, d’associations, d’organismes de recherche ainsi que de personnalités qualifiées et de personnalités étrangères. Le Commissaire du gouvernement, le Haut Commissaire à l’énergie atomique, le Président du Conseil d’administration de l’IRSN, le Directeur Général de l’IRSN et le Président du Conseil Scientifique de l’IRSN participent de droit aux travaux du Comité avec voix consultative.

### Conseil scientifique
Le Conseil scientifique donne un avis sur les programmes de l’IRSN. Il évalue leurs résultats et peut ainsi formuler des recommandations sur l’orientation des activités. Il peut être consulté par le président du conseil d’administration ou par les ministres de tutelle sur toute recherche dans les domaines de compétence de l’établissement. Son avis peut être sollicité sur toute question ou réalisation engageant l’IRSN.
Il est composé de onze personnalités choisies en fonction de leur compétence scientifique ou technique, nommées pour cinq ans par arrêté.

## Programmes scientifiques et techniques
Quelques traits des programmes menés par l'IRSN :
- sûreté des réacteurs à eau sous pression : EPR, sûreté des réacteurs de 900 MW et multiples programmes de recherches ;
- sûreté des installations : expertise (ITER par exemple), stockage des déchets radioactifs, démantèlement nucléaire et recherches ;
- radioécologie : effets des rayonnements, mesure de la radioactivité, recherches sur les séismes et sur le radon (sur la base de la teneur mesurée ou extrapolée du sous-sol en uranium, l'IRSN a établi une cartographie du « risque radon[24] » afin de classer les communes françaises selon une échelle de 1 — teneurs en uranium les plus faibles — à 3 — teneurs en uranium les plus fortes)[25] ;
- radioprotection normale et accidentelle : dosimétrie, radiopathologie et épidémiologie ;
- perception des risques : observatoire du risque.

## Publications
L'IRSN publie notamment :
- des rapports d'expertise ;
- des rapports présentés aux groupes permanents [26] ;
- des avis aux autorités, dont en particulier, l'Autorité de sûreté nucléaire (ASN) dont il assure l'appui technique ;
- son rapport annuel d'activité ;
- son magazine « Repères »[27] ;
- son baromètre IRSN.